# Polnischer Thronfolgekrieg
Kehl
– Pizzighettone
– Danzig
– Bitonto
– Trarbach
– Bari
– Colorno
– Parma
– Philippsburg
– Quistello
– Guastalla
– Gaeta
– Capua
– Messina
– Siracusa
– Klausen
– Trapani

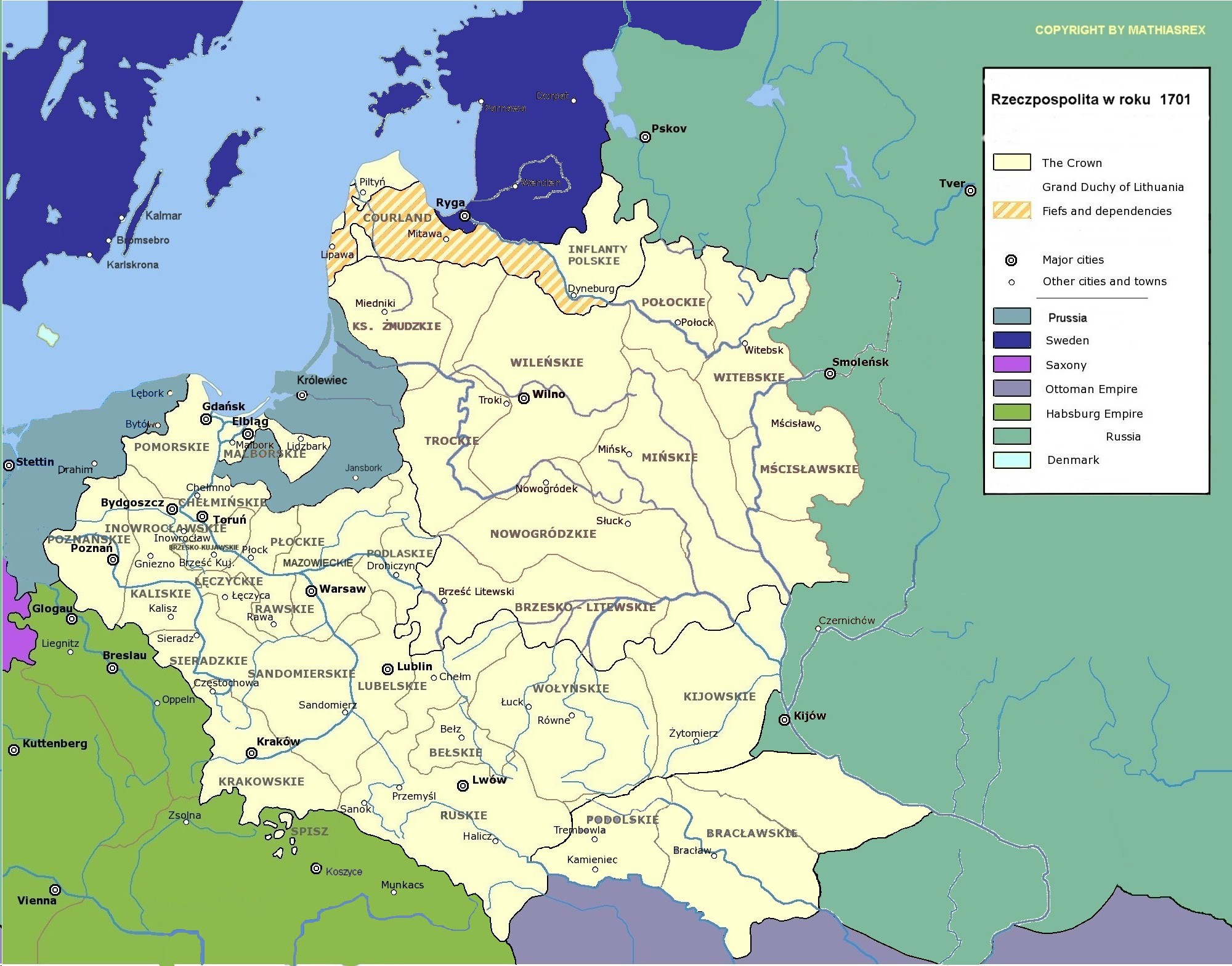
Übersichtskarte Polen-Litauens im Jahre 1701, die mit der Grenzführung, zu Beginn des polnischen Thronfolgekrieges, im Jahre 1733 identisch war

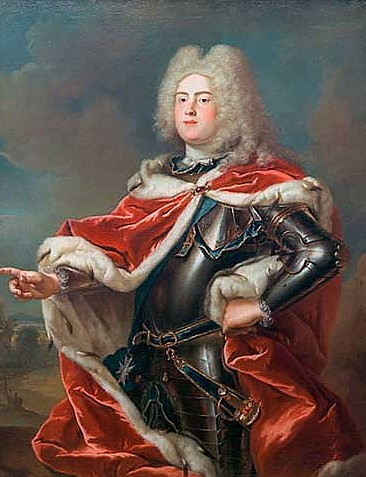
Friedrich August II. von Sachsen, 1734 als August III. auch König von Polen

Der Polnische Thronfolgekrieg (1733–1738), auch Polnischer Erbfolgekrieg genannt, brach nach dem Tod des Königs August II. des Starken um die Thronfolge Polens aus. Bei der Wahl des Nachfolgers griff Frankreich in die Erhebung des Magnaten Stanisław Leszczyński ein und verursachte dadurch einen Krieg mit dem Heiligen Römischen Reich unter Kaiser Karl VI. Die militärischen Konflikte wurden in Polen, am Rhein und in Italien ausgetragen. Der Krieg wurde 1735 beendet und der Sachse August III. als König von Polen bestätigt. Leszczyński wurde für den Verlust der polnischen Krone mit dem Herzogtum Lothringen entschädigt. Der Friede konnte aufgrund der Nachfolgeregelungen erst am 18. November 1738 unterzeichnet werden.

## Hintergrund

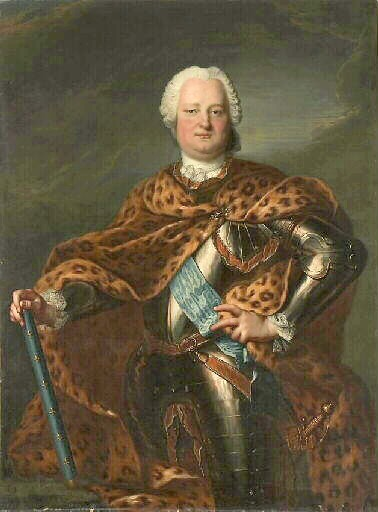
Stanisław Leszczyński, Gemälde von Jean-Marc Nattier

Der polnisch-sächsische Herrscher August II. der Starke benötigte zur Stabilität der bestehenden Personalunion zwischen Kursachsen und Polen nicht nur die Anerkennung durch das Ausland, sondern auch die Unterstützung durch die Mehrheit der polnischen Magnaten. In Polen standen sich zwei Adelsfraktionen gegenüber. Die eine gruppierte sich um die Familie Potocki, welche die traditionellen Kräfte repräsentierte, die die Adelsprivilegien verteidigten und die Wettiner ablehnten. In der anderen dominierte die Familie Czartoryski. Diese strebte eine Modernisierung in Anlehnung an den britischen Parlamentarismus an. Es deutete sich ein Sieg der Reformer an. Als August II. am 1. Februar 1733 in Warschau verstarb, kam diese positive Entwicklung nicht mehr zum Tragen, die Thronfolge seines Sohnes Friedrich August II. war zudem nicht gesichert.
Während Österreich und Russland nach einigem Zögern die Thron-Bestrebungen des sächsischen Kurfürsten Friedrich August II. unterstützten, was den Fortbestand der Personalunion Sachsen-Polen bedeutete, wollte Frankreich den früheren polnischen König Stanislaus Leszczyński (den Schwiegervater Ludwigs XV.) wieder als König einsetzen. In einem geheimen Vertrag zu Wien vom 16. Juli 1733 hatte der Kaiser dem Kurfürsten Friedrich August II. seine Unterstützung zugesagt und dafür von Sachsen die Anerkennung der Pragmatischen Sanktion erhalten.
Es ging in dem ausbrechenden Konflikt nicht nur um die Nachfolge in Polen, sondern in erster Linie um den Machtkampf zwischen Frankreich und den Habsburgern. Frankreich befürchtete wegen der bevorstehenden Heirat der Erzherzogin Maria Theresia mit Franz Stephan von Lothringen eine weitere Stärkung österreichischer Macht. Eine Einflussnahme Habsburgs in Lothringen war für die Sicherheit Frankreichs unannehmbar. Frankreich erklärte daher am 10. Oktober 1733 Kaiser Karl VI. und Russland unter Kaiserin Anna den Krieg. Neben Frankreich erklärten auch Spanien und Savoyen dem Kaiser den Krieg; gemeinsames Ziel war, eigene Gebietsgewinne auf Kosten des italienischen Territoriums der Habsburger durchzusetzen.
Stanislaus Leszczyński kehrte aus seinem französischen Exil nach Polen zurück. Eine große Konföderation polnischer Adeliger unter Führung des Kardinalprimas Teodor Potocki wählte Leszczyński am 10. September 1733 zum neuen König. Er wurde jedoch von den Mächten Österreich, Russland und Kursachsen sowie einem Teil des polnischen Adels nicht anerkannt. Russland willigte in die Thronregelung zugunsten Augusts ein, nachdem sich dieser mit dem Verzicht auf Livland und der Garantie für die Selbständigkeit des Herzogtums Kurland einverstanden erklärt hatte. Die Parteigänger des Kaisers und Russlands setzten als Reaktion umgehend die Wahl Augusts III. und dessen Krönung am 17. Januar 1734 durch, Stanislaus wurde entmachtet und war gezwungen, nach Danzig zu fliehen.

## Die Hauptkriegsschauplätze

### Auseinandersetzungen in Polen

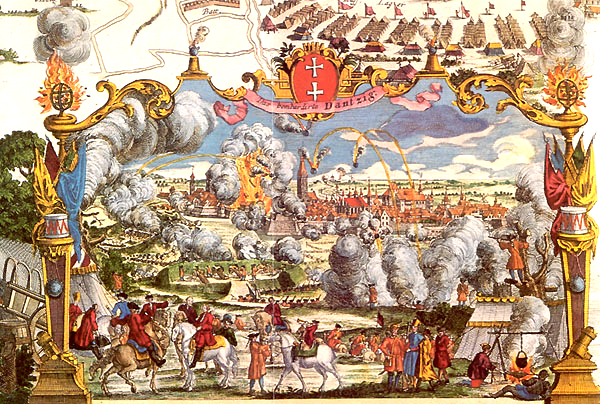
Belagerung Danzigs im Polnischen Thronfolgekrieg 1734

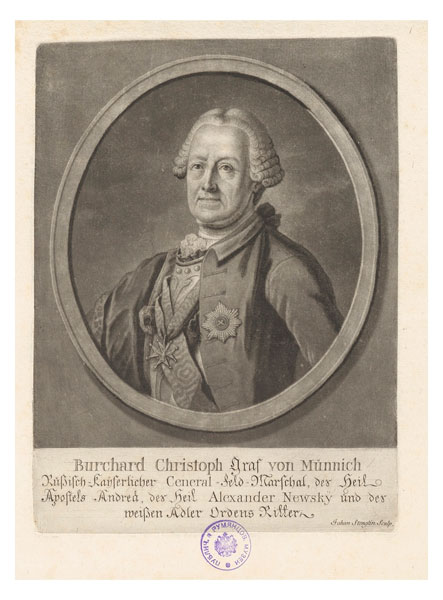
Burkhard Christoph von Münnich

Ende September 1733 erschienen russische Truppen vor Warschau, unter deren Schutz der wesentlich kleineren sächsischen Partei die Wahl Friedrich Augusts gelang. Insbesondere zahlreiche litauische Adelige stimmten für den Sachsen. Für die Sache Leszczyńskis erhoben sich jetzt nicht die adeligen Wähler seiner Partei, sondern die zumeist deutschen Bürger der mächtigen Hafenstadt Danzig. Stanislaus Leszczynski floh nach Danzig, das daraufhin von russischen und sächsischen Truppen unter General Peter von Lacy belagert wurde und erst am 30. Juni 1734 kapitulierte. Ein zur Unterstützung Leszczynskis gelandetes französisches Expeditionskorps wurde von den überlegenen Russen unter General von Münnich zusammengeschossen. Stanislaus entkam als Bauer verkleidet nach Königsberg, wo der preußische König Friedrich Wilhelm I. seine von den Russen geforderte Auslieferung ablehnte.
Nach der Kapitulation Danzigs formierte sich im November 1734 unter Adam Tarlo die Konföderation von Dzików, um gegen die sächsischen Truppen in Kleinpolen zu kämpfen. Die Konföderation war von vornherein chancenlos, beendete aber erst im März 1736 (zwei Monate nach dem Thronverzicht Leszczynskis) die Kampfhandlungen. Im Übrigen wurden im Rahmen des Bündnisses wieder einmal russische Truppen in Litauen bzw. Ostpolen stationiert, da Sachsen aufgrund der unsicheren Haltung Preußens seine Truppen in der Nähe der Grenze haben wollte.

### Kriegsschauplatz am Rhein

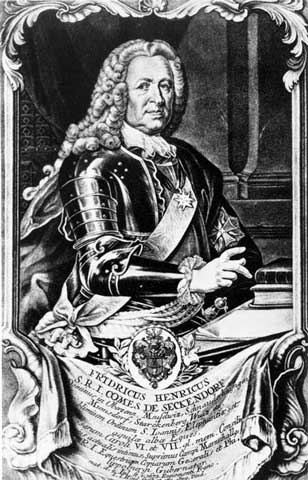
Friedrich Heinrich von Seckendorff

Die Kriegshandlungen fanden hauptsächlich an der Rheingrenze statt, zunächst noch unter dem Befehl des schon 71-jährigen Prinzen Eugen von Savoyen, der dort den preußischen Kronprinzen Friedrich mit der Kriegskunst näher vertraut gemacht haben soll. Die Franzosen schlugen zwei Brücken über den Rhein, eine bei Germersheim, eine zweite bei Oberhausen. Am 12. Oktober 1733 überschritten französische Truppen bei Kehl den Rhein und griffen ab dem 19. die Festung mit 15.000 Mann an, die von 1306 Mann Kreistruppen und 106 Mann österreichischer Infanterie unter dem württembergischen Feldmarschallleutnant Ludwig Dietrich von Pfuhl verteidigt wurde und am 29. Oktober kapitulierte. Während des Winters versammelten sich bei Heilbronn die Reichstruppen, allerdings war diese Armee den 70.000 Mann der Franzosen zahlenmäßig stark unterlegen. Baron Gottfried Ernst von Wuttgenau bekam von Prinz Eugen im Dezember 1733 das Kommando über die Festung Philippsburg übertragen.
Der Herzog von Berwick zog im Frühjahr 1734 mit einer starken Armee das Rheintal flussaufwärts, um den Kaiserlichen die Festung Philippsburg zu entreißen. Am 1. Juni 1734 begann die Belagerung der Festung, die von 60.000 Mann eingeschlossen wurde. Der etwa 35.000 Mann starken kaiserlichen Entsatzarmee unter Prinz Eugen gelang es nicht, den Belagerungsring aufzubrechen. Am 12. Juni wurde der Herzog von Berwick bei der Inspektion eines Grabens von einer Kanonenkugel getötet. Claude François Bidal d’Asfeld wurde zum Maréchal de France ernannt und erhielt den Oberbefehl über die Rheinarmee übertragen. Am 22. Juni ließ er einen gedeckten Weg der Festung angreifen, was 60 Gefangene einbrachte und zur Wegnahme einer Bastion führte. Einen Monat später, am 18. Juli, ergab sich die Festung, und die Garnison erhielt ehrenvollen Abzug nach Mainz. Der kaiserliche Kommandeur der Festung, Baron von Wuttgenau, wurde für die lange Verteidigung gegen die Übermacht zum Feldmarschallleutnant befördert. Graf Friedrich Heinrich von Seckendorff, der einige Zeit das Armeekommando führte, zeichnete sich als Kommandant der von Philippsburg gegen Bruchsal zurückgehenden kaiserlichen Armee aus.
Im Oktober 1734 übergab Prinz Eugen den Oberbefehl am Rhein an Karl Alexander von Württemberg, er hatte die noch unter kaiserlichen Kommando stehenden Festungen Freiburg, Breisach und Mainz für eine Belagerung ausreichend mit Truppen und Vorrat ausgestattet. General von Seckendorff organisierte noch die Einrichtung einer Abwehrstellung längs des Rheins zwischen Koblenz und Mainz und wurde Gouverneur der letztgenannten Festung.
Kaiser Karl VI. ging nicht auf ein Angebot des Königs Friedrich Wilhelm I. ein, das kaiserliche Heer am Rhein mit 50.000 Mann zu verstärken, weil er den Preußen kein Zugeständnis in der jülich-bergischen Erbfolge machen wollte. Der Kaiser genehmigte stattdessen im Sommer 1735 den Durchmarsch russischer Truppen durch deutsches Reichsgebiet zur Verstärkung der bedrohten Neckarfront. Im Sommer 1735 begab sich Prinz Eugen auf Wunsch des Kaisers nochmals an die Front, sein Hauptquartier lag in Heidelberg. Dort trafen Ende August auch die ersten Regimenter der Russen unter General von Lacy ein. General der Kavallerie Seckendorff rückte mit 30.000 Mann über den Hunsrück vor und schlug am 20. Oktober französische Truppen bei Salmbach und im Gefecht bei Klausen zurück. Seine Truppen hielten die Franzosen im Eifelgebiet und am Rhein im Schach, bis am 11. November 1735 der Waffenstillstand geschlossen wurde.

### Kriegsschauplatz Italien

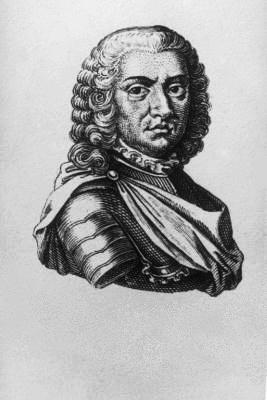
Graf Claudius Florimund Mercy

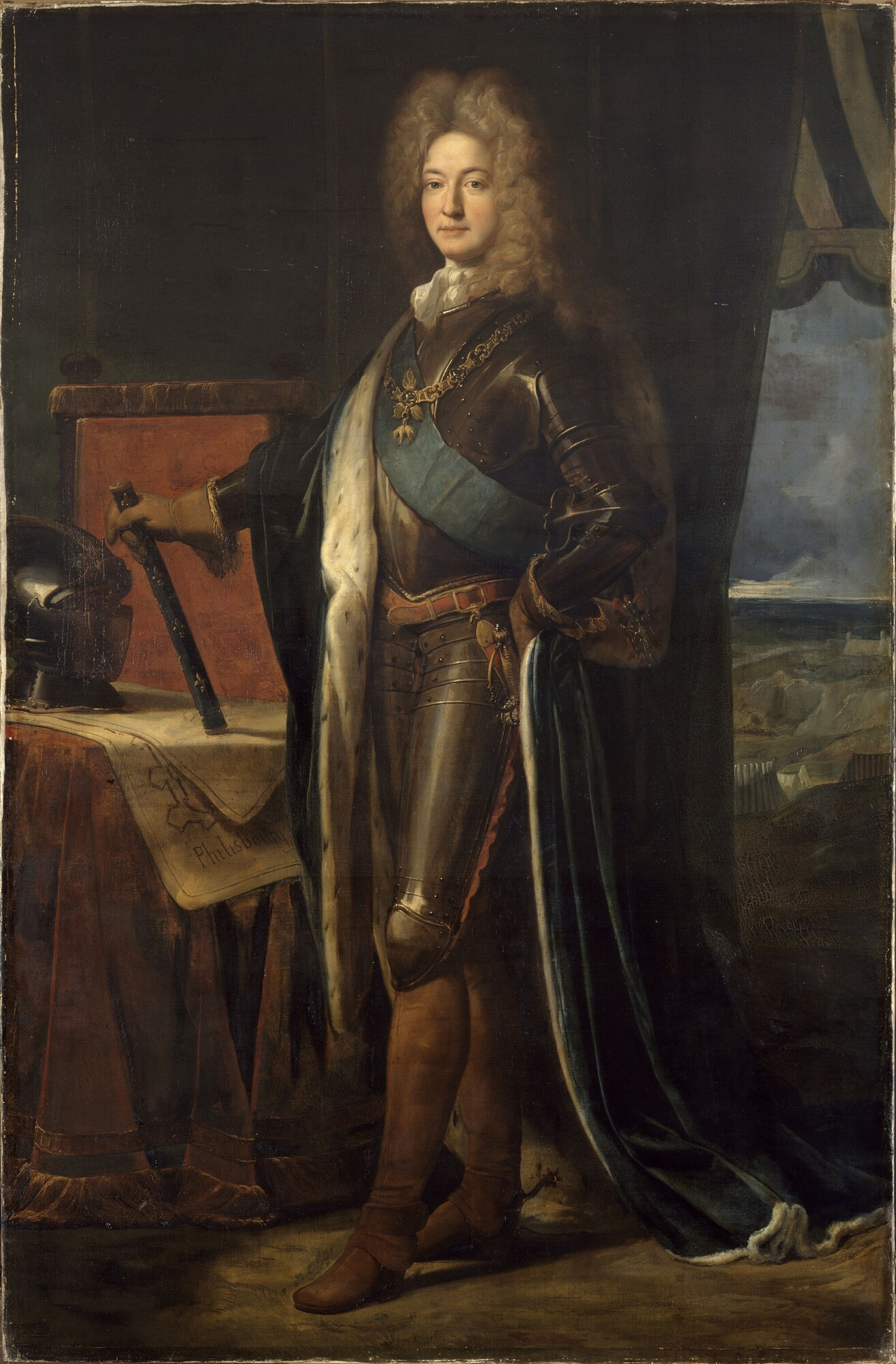
Marschall Adrien-Maurice de Noailles, Porträt von Eloi Firmin Féron, 1834

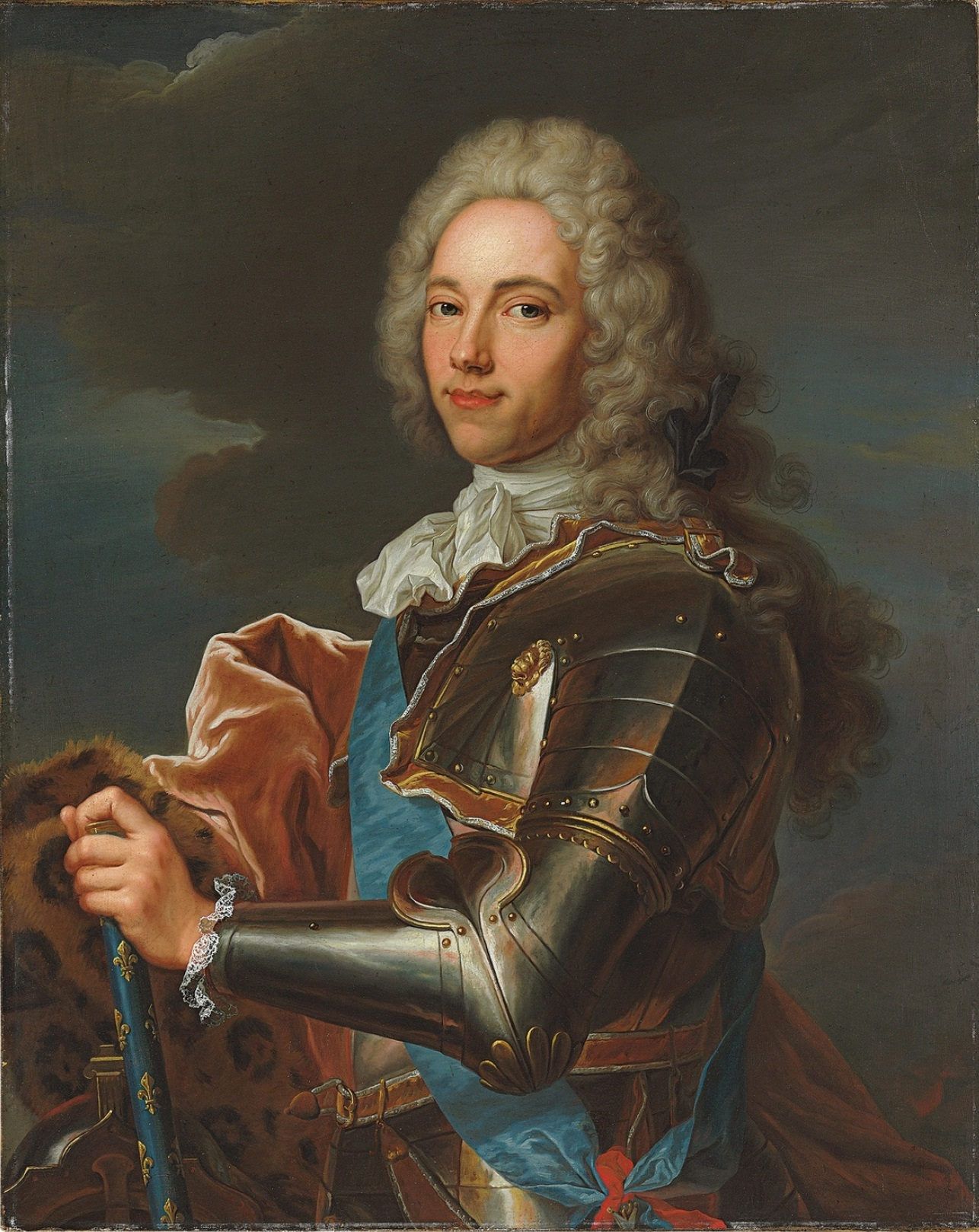
François-Marie de Broglie

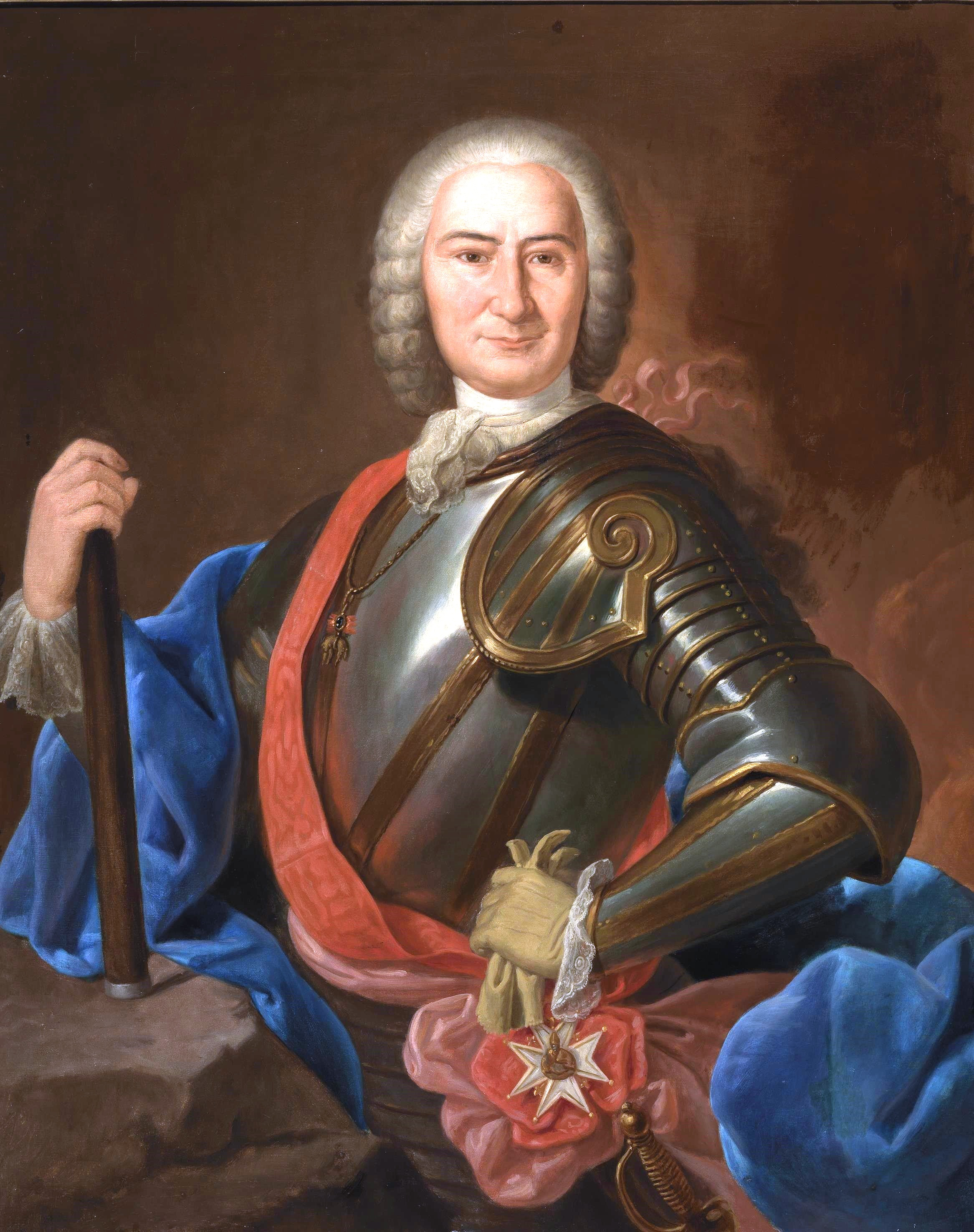
José Carrillo de Albornoz Herzog von Montemar

Frankreich stellte für den italienischen Kriegsschauplatz eine Armee von 40.000 Soldaten für den Kampf gegen die Österreicher bereit, das seit dem Ende des Spanischen Erbfolgekriegs das Vizekönigreich Neapel und das Herzogtum Mailand beherrschte. Karl Emanuel III. von Savoyen vereinbarte am 26. September 1733 in Turin mit Franzosen und Spaniern ein gemeinsames Vorgehen in Italien. Das Königreich Sardinien-Piemont stellte 24.000 Soldaten bereit. Das bourbonische Spanien sollte für seinen Kriegseintritt die Toskana und das nach dem Spanischen Erbfolgekrieg verlorene Königreich Neapel erhalten.
Die französisch-sardischen Streitkräfte unter dem alten Maréchal de Villars marschierten in die Lombardei ein und bemächtigten sich aller österreichischen Stützpunkte in Norditalien, da diese nur sehr schwach mit Truppen belegt waren. Die unterlegene kaiserliche Truppenmacht, welche die westliche Lombardei nicht halten konnte, verließ die Garnisonen und zog sich mit dem Gros nach Mantua zurück. Villars traf am 11. November im Lager von Pizzighettone ein und nahm diesen Platz zwölf Tage nach Eröffnung der Laufgräben ein. Seine sinkenden Kräfte und seine Unzufriedenheit mit seinem Waffengefährten, dem Herzog von Sardinien, bewogen ihn, um seine Rückberufung anzusuchen Am 11. Dezember 1733 zogen die Piemonter unter ihrem König in Mailand ein und belagerten die Burg der Stadt. Der österreichische Gouverneur von Mailand, General Wirich Graf Daun, verfügte über 12.000 Soldaten und wollte nicht kampflos übergeben. Das Castello Sforzesco fiel aber schon am 29. Dezember in die Hände der Belagerer unter Marquis d’Asfeld. Lediglich die starke Festung Mantua war den Kaiserlichen verblieben. Als Letztes fiel am 3. Februar 1734 das Castell von Tortona, während ein Großteil der Truppen sich bereits in den Winterquartieren befand.
Bei Beginn des Frühjahres 1734 verlagerten sich die militärische Operationen auf das südliche Po-Ufer. Die Österreicher verstärkten die Armee in Italien auf 60.000 Soldaten mit dem Ziel, in Richtung Parma in die Gegenoffensive überzugehen. Die französisch-savoyischen Truppen unter Karl Emmanuel III. versuchten, das Gebiet zugunsten des spanischen Königs, der auch Herzog von Parma und Piacenza war, zu behaupten. Die französische Armee, die jetzt von den Marschällen François-Marie de Broglie und dem Herzog von Coigny kommandiert wurde, stand den kaiserlichen Truppen unter Graf Claudius Florimund Mercy und Prinz von Württemberg-Winnental gegenüber. Während die französische Führung gut koordiniert werden konnte, hegten die beiden kaiserlichen Führer eine Abneigung gegeneinander.
Zwischen dem 1. und dem 2. Mai 1734 überquerten die Österreicher mit dem Hauptkontingent ihrer Truppen auf zwei provisorischen Brücken den Po bei Portole und San Benedetto. Die französischen Truppen, die am Fluss entlang verteilt waren, um diesen Übergang zu verhindern, wurden davon völlig überrascht und zogen sich in Unordnung zurück. Die Österreicher konnten daher das Gebiet bis zum Flüsschen Enza widerstandslos besetzen. Die französisch-sardische Kavallerie hatte die Gelände südlich des Po bei Sacca abgeriegelt und wies die österreichische Vorhut unter General Hohenems bei Colorno zurück. Die Österreicher mussten darauf nach Süden abschwenken, Graf von Mercy erlitt einen Schlaganfall. Der Oberbefehl fiel daher kurzfristig an den Prinzen von Württemberg, der am 29. Juni die Schlacht bei Parma verlor und nach Venetien zurückgehen musste. Die siegreichen Verbündeten rückten an die Secchia vor und besetzten Guastalla und Modena. Am 20. Juli flüchtete der Herzog von Modena, Rinaldo d’Este, mit seinem Hof nach Bologna.
Anfang September 1734 gelang den Österreichern unter Graf Königsegg bei Gardella am 15. September, das Lager zu räumen und in Richtung Quistello zu marschieren. Ein Angriff zwischen der Secchia und Bondanello überraschte die französisch-sardinische Armee in der Schlacht bei Quistello, es glückte, den Gegner in die Flucht zu schlagen und das gesamte Feldlager zu erobern. Feldmarschall Königsegg ließ, wegen eigener Nachschubprobleme zum Schlagen gezwungen, den überlegenen Gegner am 19. September 1734 nochmals angreifen und verlor die entscheidende Schlacht bei Guastalla. Die Österreicher verloren 7000 Mann, darunter den Prinzen von Württemberg-Winnental. Nachdem die französisch-piemontesische Armee unter Marschall de Broglie ihren Sieg nicht weiter ausgenutzt hatte, konnten die österreichischen Verbände bei Luzzara ihre Lage stabilisieren und einen weiteren Vormarsch auf Mantua verhindern.
In Süditalien hatte 1733 Graf Caraffa die Verteidigung des Vizekönigreichs Neapel sträflich vernachlässigt. Mitte Mai 1734 musste er den Oberbefehl an den rangältesten General Fürst Pignatelli abgeben. Inzwischen war in Kalabrien ein 11.000 Mann und 5.600 Reiter starkes spanisches Elitekorps gelandet. Am 22. Mai begab sich Pignatelli zum Vizekönig Graf Visconti um das weitere militärische Vorgehen zu koordinieren. Der spanische Befehlshaber Herzog von Montemar schlug die Österreicher am 25. Mai in der Schlacht von Bitonto. Auch die Festung Bari ergab sich am 26. Mai dem Belagerungsheer unter Montemar, 4.000 Mann mit ihrer gesamten Kriegsausrüstung gingen an die Spanier über. Die Spanier erreichten damit die Kontrolle über die Provinz Apulien. Der Infant Don Carlos ließ sich zum König von Neapel ausrufen und Ende August 1734 seine Truppen unter Montemar auch auf Sizilien landen. Die Hauptstadt Palermo öffnete schnell ihre Tore, und nur die Zitadelle von Messina, durch FML Fürst Lobkowitz verteidigt, sowie Trapani und Syrakus widerstanden etwas länger. Am längsten hielt sich am Festland die österreichische Garnison unter FML Traun in Capua, diese kapitulierte erst am 30. November 1734 gegen freien Abzug und wurde auf spanischen Schiffen nach Triest abtransportiert. Das Königreich Neapel war für Habsburg verloren.
Nach dem Rückzug der österreichischen Hauptarmee über Mantua musste auch Mirandola am 2. September 1735 an die Franzosen übergeben werden, Mitte September lagerten die kaiserlichen Truppen in einer Defensivstellung bei Schio. Frankreich unter der Leitung seines ersten Ministers (Kardinal Fleury) hatte in diesem Krieg das ökonomische und militärische Übergewicht, wollte aber seine Mittel für den sich seit der Pragmatischen Sanktion 1713 abzeichnenden Österreichischen Erbfolgekrieg aufsparen.

## Friede und Folgen

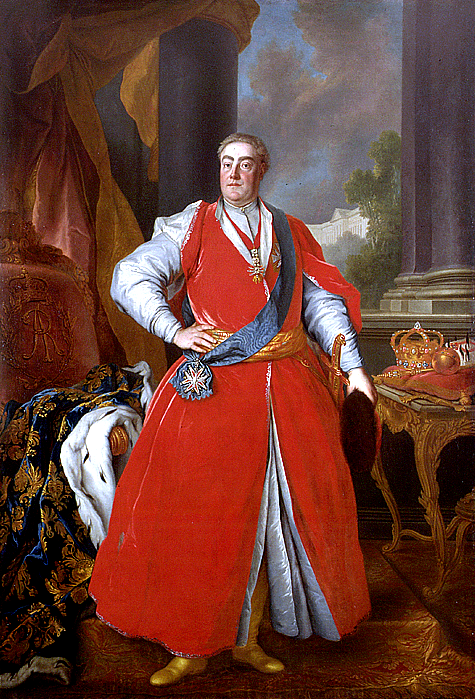
August III. von Polen und Sachsen in polnischer Tracht, Louis de Silvestre, um 1737

Im Wiener Präliminarfrieden 1735 wurde der Sachse als August III. als König von Polen bestätigt. Stanislaus Leszczynski wurde von Ludwig XV. mit den Herzogtümern Bar und Lothringen entschädigt, wo er als Landesvater sehr beliebt wurde. Franz Stephan von Lothringen, der sich bereits als Schwiegersohn des Kaisers abzeichnete und nun endgültig auf sein angestammtes Herzogtum verzichten musste, wurde dafür mit dem Großherzogtum Toskana abgefunden, da das Aussterben der Hauptlinie der Medici zu diesem Zeitpunkt bereits abzusehen war. Das Königreich Neapel und das Königreich Sizilien fielen an den Infanten Don Carlos. Spanien verzichtete zugunsten Österreichs auf das Herzogtum Parma und Piacenza und seinen Anspruch auf die Toskana. Der Frieden konnte aufgrund der Nachfolgeregelungen erst nach dem Ableben des Herzogs Gian Gastone de’ Medici († 1737) in Kraft treten. Der Krieg endete mit der Verkündung des Wiener Friedens am 18. November 1738.
Der Krieg zeigte einige Neuerungen an, die in der Folgezeit stärker das politische Machtgefüge Europas beeinflussten. Zum einen bot das junge Preußen dem römisch-deutschen Kaiser erstmals sein ganzes für die damalige Zeit hochmodernes Heer zur Verteidigung des Reiches an, der Kaiser lehnte jedoch ab. Auf der anderen Seite akzeptierte der Kaiser erstmals russische Truppen am Rhein (1735).
Kaiser Karl VI. hoffte, die schweren Gebietsverluste in Italien in einem neuen Krieg gegen die Türken zu kompensieren. Als Rechtfertigung für den Kriegseintritt diente dem Kaiser ein 1726 eingegangenes Bündnis mit Russland, das ihn verpflichtete, im Kriegsfall mit mindestens 30.000 Soldaten zu unterstützen. Eine Fortführung des bewaffneten Konfliktes zwischen Frankreich und dem Haus Österreich erfolgte nach dem Tod Kaiser Karls VI. (1740) im Österreichischen Erbfolgekrieg.

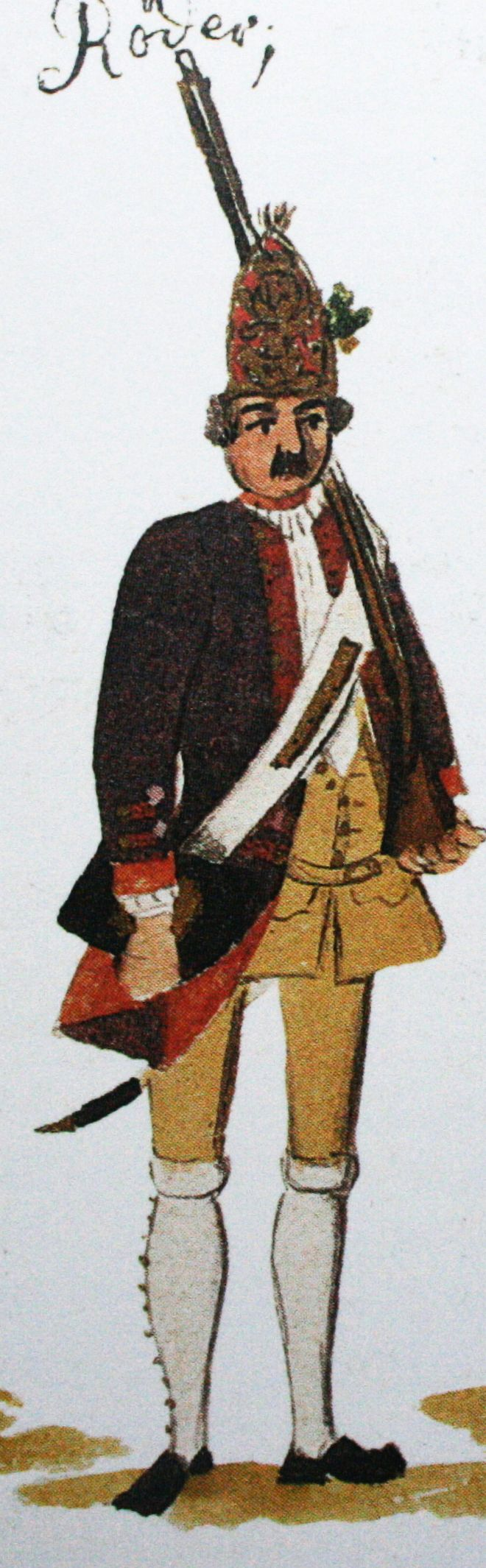
Grenadier preußisches Regiment zu Fuß Roeder im Polnischen Erbfolgekrieg 1734
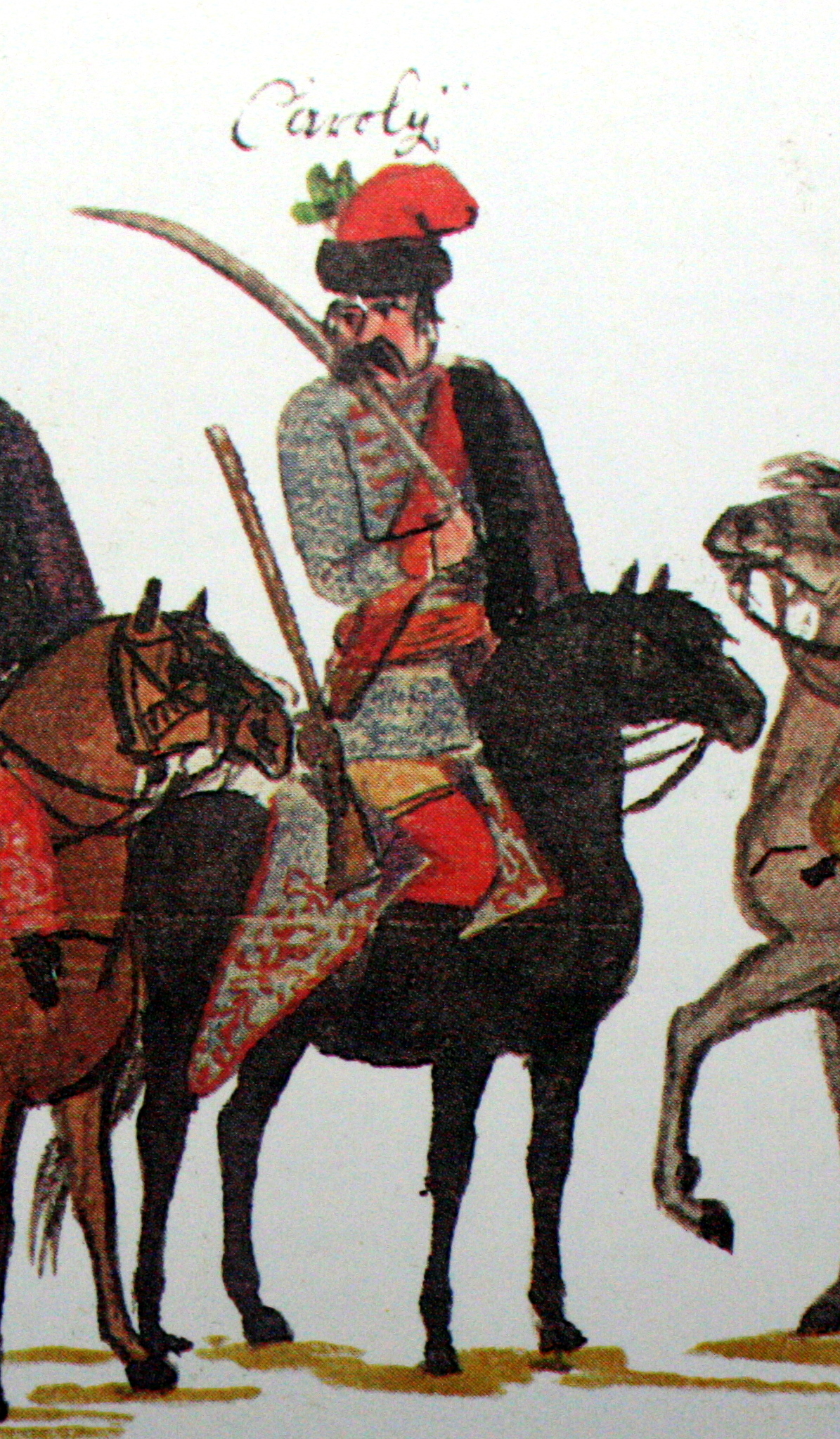
Kaiserlicher Károlyi-Husar – eines der frühen Husarenregimenter 1734
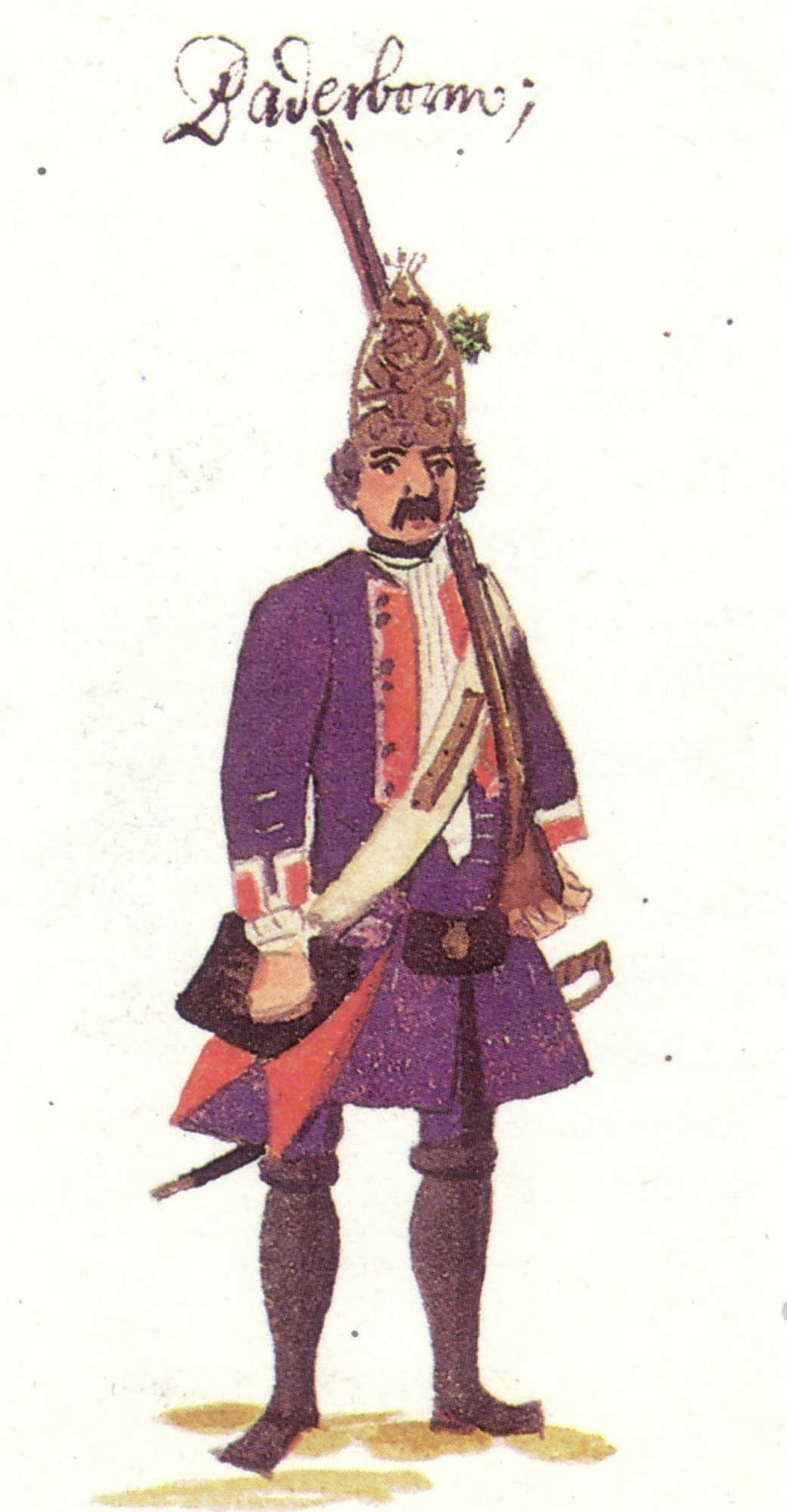
Grenadier des paderbornischen Regiments des Niederrheinisch-Westfälischen Kreises
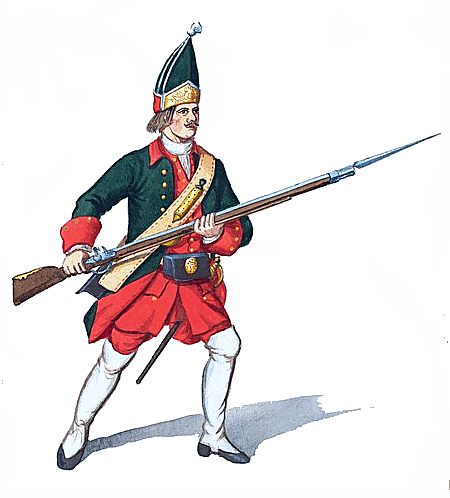
Russischer Grenadier aus dem Jahre 1732
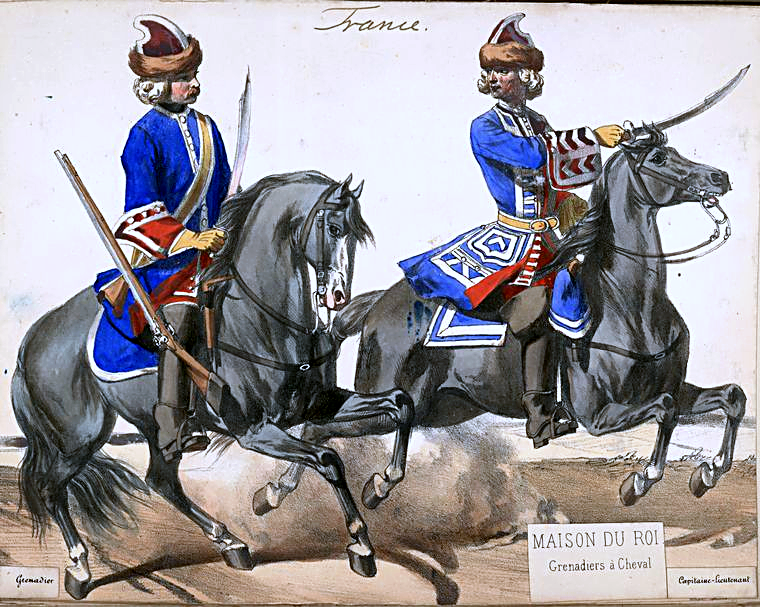
Französische Grenadiere der königlichen Garde von Ludwig XV.
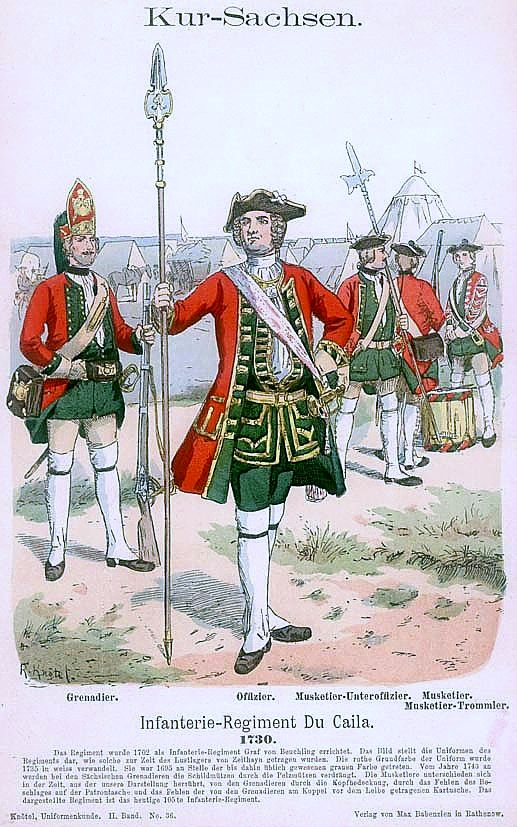
Knötel, Band II, Tafel 36: Kur-Sachsen. Infanterie-Regiment Du Caila. 1730